# St. Johannes (Viernau)

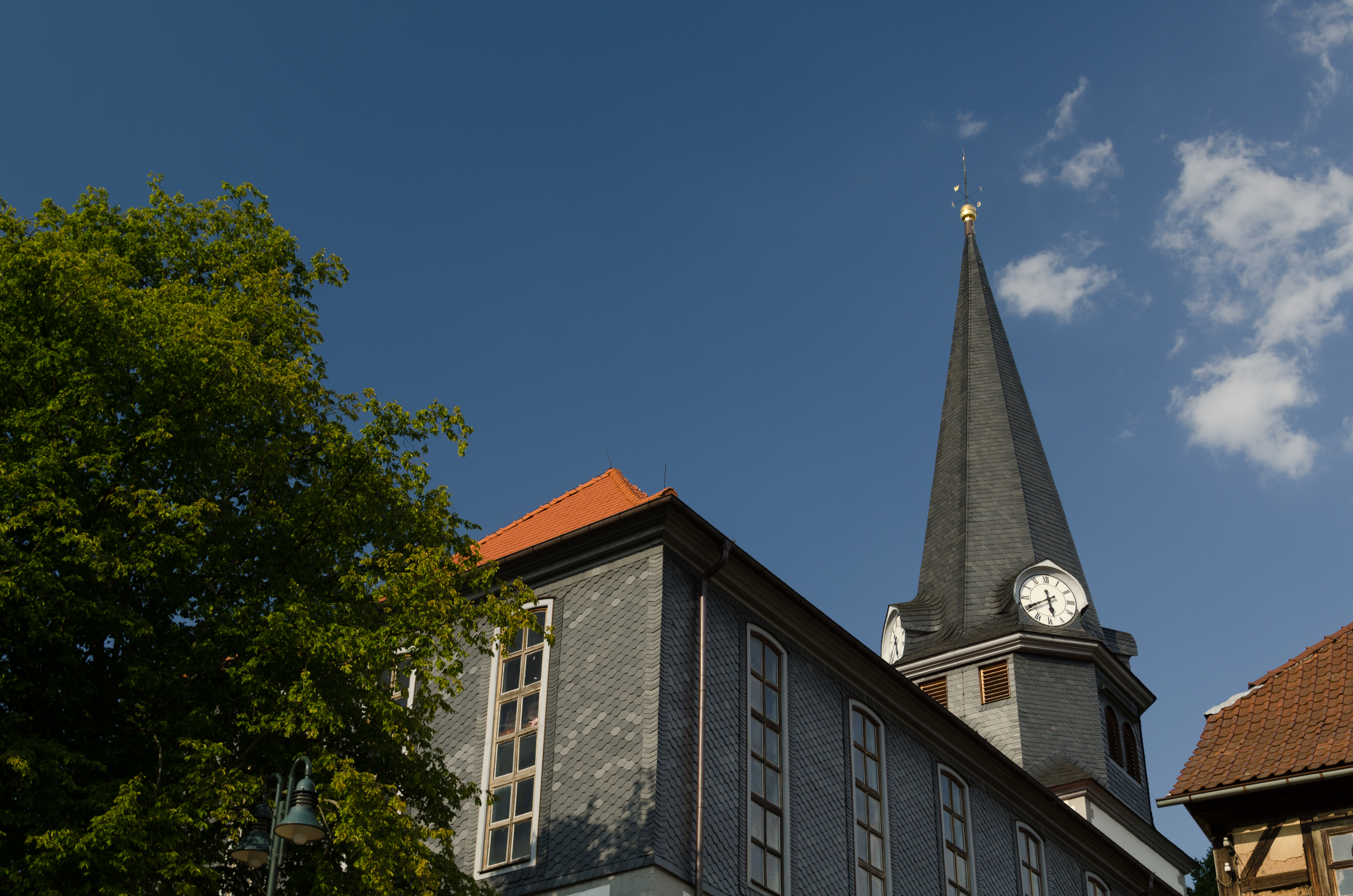
St. Johannes Viernau

Die evangelische Kirche St. Johannes steht im Ortsteil Viernau der Stadt Steinbach-Hallenberg im Landkreis Schmalkalden-Meiningen in Thüringen. Sie gehört zum Pfarrbereich Viernau im Kirchenkreis Henneberger Land der Evangelischen Kirche in Mitteldeutschland.

## Geschichte
Der Sakralbau wurde von 1790 bis 1792 erbaut. Vorher stand an dieser Stelle eine Kapelle. Sehenswert sind das Heiligengrab und der Taufstein.

## Glocken
Im Turm der der Kirche befinden sich 3 Glocken, von denen 2 aus der Glockengießer Schilling Lattermann (Apolda) sind. Die kleine Glocke ist aus dem Material Bronze und wurde vom Gießer Störmer (Erfurt) gegossen.
Die Gewichte
Glocke 1: 1020 kg, Glocke 2: 580 kg, Glocke 3: 333 kg
| Glocke | Gussjahr | Material      | Nominal/Schlagton |
| ------ | -------- | ------------- | ----------------- |
| 3      | 1930     | Bronze        | c″                |
| 2      | 1954     | Eisenhartguss | a′                |
| 1      | 1954     | Eisenhartguss | fis′              |